# Milovan Đilas
Milovan Đilas [mîlɔʋan dʑîlaːs] (ur. 4 lub 12 czerwca 1911 w Podbišće w Czarnogórze, zm. 20 kwietnia 1995 w Belgradzie) – jugosłowiański polityk i pisarz polityczny.

## Życiorys
W latach 1929–1930 studiował literaturę na Uniwersytecie Belgradzkim. Choć sam określał się jako demokratyczny socjalista, to w 1932 roku dołączył do nielegalnej partii komunistycznej. Od 1933 do 1937 był więziony za działalność komunistyczną. Od 1940 członek Biura Politycznego, jeden z dowódców Narodowej Armii Wyzwolenia Jugosławii i bliski współpracownik Tity. Po wojnie odpowiedzialny za agitację i propagandę. Od 1953 wiceprezydent Jugosławii. W 1954 za krytykę rządów partii komunistycznej pozbawiony stanowisk i 1956–1966 kilkakrotnie więziony. W napisanej w czasie internowania książce Nowa klasa poddał krytycznej analizie system rządów oligarchii komunistycznej. W latach 50. skrytykował interwencję radziecką na Węgrzech, którą nazwał raną zadaną komunizmowi. W 1968 roku uzyskał zgodę władz jugosłowiańskich na opuszczenie kraju.

## Wybrane dzieła
- Nowa klasa (Nova klasa, Londyn 1957)
- Rozmowy ze Stalinem (Susreti sa Stalinom, Londyn 1962)
- Nesavršeno društvo (Londyn 1969)
- Seđenje jednog revolucionara (Oksford 1973)
- Druženje sa Titom (Londyn 1981)